# Bart Tommelein
Bart J. Tommelein, né le 4 mai 1962 à Ostende, est un homme politique belge flamand, membre du parti Open VLD. 
Il est diplômé en communication appliquée du Hoger Instituut voir Bedrijfsopleiding, à Gand. 
De 2016 à 2018, il est ministre flamand des Finances, du Budget et de l'Énergie dans le gouvernement Geert Bourgeois après avoir été secrétaire d'État fédéral à la Lutte contre la fraude sociale, à la Protection de la vie privée et à la Mer du Nord de 2014 à 2016.

## Carrière politique
Il commence sa carrière politique au sein de la Volksunie, comme conseiller communal à Ostende, de 1989 à 1990, puis comme conseiller provincial de 1990 à 1992. Il se retire de la politique en 1992 pour poursuivre sa carrière dans le privé au sein d'Anhyp.
Il revient en politique en 2001, au sein de l'Open VLD, et redevient conseiller communal, toujours à Ostende. Il devient 1er échevin en 2012.
En 2003, il est élu député fédéral. En 2009, il est élu au Parlement flamand où il se fait connaître comme spécialiste des médias. Il devient alors sénateur de communauté et est chef de groupe de l'Open VLD, jusqu'en 2012.
Aux élections fédérales et régionales du 25 mai 2014, il est tête de liste en Flandre-Occidentale, pour le parlement de la région flamande. Il est réélu député flamand avec 24 462 voix. Il est cependant choisi par son parti pour faire partie du gouvernement fédéral comme secrétaire d'État à la Lutte contre la fraude sociale, à la Protection de la vie privée et à la Mer du Nord. Le 29 avril 2016, il démissionne de son poste au gouvernement fédéral et succède à Annemie Turtelboom comme ministre flamand des Finances, du Budget et de l'Energie.

## Fonctions politiques
- Conseiller communal d'Ostende.
- 18 mai 2003 - 6 juin 2009 : Député fédéral
- 7 juin 2009 - 11 octobre 2014 : Député flamand
  - 2009 - 2013 : Sénateur de communauté
- 11 octobre 2014 - 2 mai 2016 : Secrétaire d'État à la Lutte contre la fraude sociale, à la Vie privée et à la Mer du Nord
- 4 mai 2016 - 30 novembre 2018 : Ministre flamand des Finances, du Budget et de l'Energie
- 1er janvier 2019 - 2 décembre 2024 : Bourgmestre d'Ostende